# Кубок Гопмана

Емблема кубка Гопмана

Кубок Гопмана — щорічний міжнародний командний тенісний турнір, що проводиться у Перті, Західна Австралія на початку січня (іноді наприкінці грудня).

## Формат
На відміну від інших головних міжнародних командних тенісних турнірів таких як Кубок Девіса й Кубок Федерації, які є строго для чоловіків і жінок, відповідно, кубок Гопмана — змішане змагання, в яких змагаються змішані чоловічо-жіночі команди.
Для участі в Кубку щорічно відбираються вісім збірних
Ігри проводять за наступною схемою:
- одна гра в одиночному розряді серед жінок;
- одна гра в одиночному розряді серед чоловіків;
- одна гра змішаних пар

Щороку вісім команд розділяються на дві групи по чотири. Кожну групу очолює сіяна збірна. Змагання в групах проводяться за коловою системою. Переможці груп зустрічаються у фіналі, розігруючи чемпіонство.
У разі травми гравця його або її можна замінити на гравця нижчого національного рейтингу.

## Місце зустрічі
Матчі проходять на хардовому покритті в Берсвуд-Доумі. Турнір проходить під егідою Міжнародної тенісної федерації (ITF), але індивідуальні результати гравця не включаються в його світовий рейтинг. Змагання має велику телевізійну аудиторію в Австралії і є важливим турніром при підготовці до Відкритого чемпіонату Австралії. Команда, що програє фінал, одержує срібну чашу, а учасникам команди переможниці дарують оригінальні індивідуальні трофеї у формі тенісного м'яча, інкрустовані діамантами з алмазного рудника Носка в Кімберлі, Західна Австралія.

## Гаррі Гопман
Чемпіонат названий на честь Гаррі Гопмана (1906—1985), австралійського тенісного гравця й тренера, що привів свою країну до 15 перемог у Кубку Девіса з 1938 по 1969.
На матчі Кубока Гопмана щороку приїздить зі США в Австралію Люсі Гопман, дружина гравця, де її тепло приймають як організатори так і вболівальники.

## Різне
Директор турніру Кубка Гопмана — колишній австралійський тенісний гравець Пол МакНейм, що зіграв ключову роль у заснуванні чемпіонату.
XX-ий Кубок Гопмана, в 2008, востаннє проводився в Берсвуд-Доумі. Його перенесли на Перт-Арену. Назва турніру теж змінилася на Hyundai Hopman Cup.

## Всі чемпіони
| Рік  | Чемпіони   | Гравці                                      |
| ---- | ---------- | ------------------------------------------- |
| 2019 | Швейцарія  | Белінда Бенчич & Роджер Федерер             |
| 2018 | Швейцарія  | Белінда Бенчич & Роджер Федерер             |
| 2017 | Франція    | Крістіна Младенович & Рішар Гаске           |
| 2016 | Австралія  | Дарія Гаврилова & Нік Киріос                |
| 2015 | Польща     | Агнешка Радванська & Єжи Янович             |
| 2014 | Франція    | Алізе Корне & Жо-Вілфрід Тсонга             |
| 2013 | Іспанія    | Анабель Медіна Гаррігес & Фернандо Вердаско |
| 2012 | Чехія      | Томаш Бердих & Петра Квітова                |
| 2011 | США        | Джон Ізнер & Бетані Меттек-Сендз            |
| 2010 | Іспанія    | Томмі Робредо & Марія Хосе Мартінес Санчес  |
| 2009 | Словаччина | Домінік Грбати & Домініка Цібулкова         |
| 2008 | США        | Марді Фіш & Серена Вільямс                  |
| 2007 | Росія      | Дмитро Турчинов & Надія Петрова             |
| 2006 | США        | Дент Тейлор & Ліза Реймонд                  |
| 2005 | Словаччина | Домінік Грбати & Даніела Гантухова          |
| 2004 | США        | Блек Джеймс & Ліндсі Девенпорт              |
| 2003 | США        | Блек Джеймс & Серена Вільямс                |
| 2002 | Іспанія    | Робредо Томі & Аранча Санчес Вікаріо        |
| 2001 | Швейцарія  | Роджер Федерер & Мартіна Хінгіс             |
| 2000 | ПАР        | Вейн Феррейра & Аманда Кетцер               |
| 1999 | Австралія  | Марк Філліпусіс & Єлена Докич               |
| 1998 | Словаччина | Кучера Кароль & Габсудова Каріна            |
| 1997 | США        | Ґімбельстоб Джим & Чанда Рубін              |
| 1996 | Хорватія   | Іванішевич Горан & Іва Майолі               |
| 1995 | Німеччина  | Бекер Борис & Анке Губер                    |
| 1994 | Чехія      | Петер Корда & Яна Новотна                   |
| 1993 | Німеччина  | Штіх Міхаель & Штеффі Граф                  |
| 1992 | Швейцарія  | Глашек Дон & Мануела Малеєва                |
| 1991 | Югославія  | Горан Прпич & Селеш Моніка                  |
| 1990 | Іспанія    | Еміліо Санчес & Аранча Санчес Вікаріо       |
| 1989 | Чехія      | Гелена Сукова & Мілослав Мечирж             |

## Рекорди та статистика

### Переможці та фіналісти
| Країна                          | Переможець                             | Фіналіст                               |
| ------------------------------- | -------------------------------------- | -------------------------------------- |
| США                             | 1997, 2003, 2004, 2006, 2008, 2011 (6) | 1990, 1991, 2001, 2002, 2015, 2017 (6) |
| Іспанія                         | 1990, 2002, 2010, 2012 (4)             | 1993, 2007 (2)                         |
| Швейцарія                       | 1992, 2001, 2018 , 2019 (4)            | 1996 (1)                               |
| Словаччина                      | 1998, 2005, 2009 (3)                   | 2004 (1)                               |
| Чехія                           | 1989, 1994, 2012 (3)                   | 1992 (1)                               |
| Австралія                       | 1999, 2016 (2)                         | 1989, 2003 (2)                         |
| Франція                         | 2014, 2017 (2)                         | 1998, 2012 (2)                         |
| Німеччина                       | 1993, 1995 (2)                         | 1994, 2018, 2019 (3)                   |
| Південно-Африканська Республіка | 2000 (1)                               | 1997 (1)                               |
| Росія                           | 2007 (1)                               | 2009 (1)                               |
| Польща                          | 2015 (1)                               | 2014 (1)                               |
| Югославія                       | 1991 (1)                               | (0)                                    |
| Хорватія                        | 1996 (1)                               | (0)                                    |
| Аргентина                       | (0)                                    | 2005 (1)                               |
| Нідерланди                      | (0)                                    | 2006 (1)                               |
| Сербія                          | (0)                                    | 2008, 2013 (2)                         |
| Україна                         | (0)                                    | 1995, 2016 (2)                         |
| Швеція                          | (0)                                    | 1999 (1)                               |
| Таїланд                         | (0)                                    | 2000 (1)                               |
| Бельгія                         | (0)                                    | 2011 (1)                               |
| Велика Британія                 | (0)                                    | 2010 (1)                               |

,